# Saittarova
Saittarova är en ort i Tärendö distrikt (Tärendö socken) i Pajala kommun, vid sjön Saittajärvi. Orten avgränsades av SCB före 2023 till en småort.

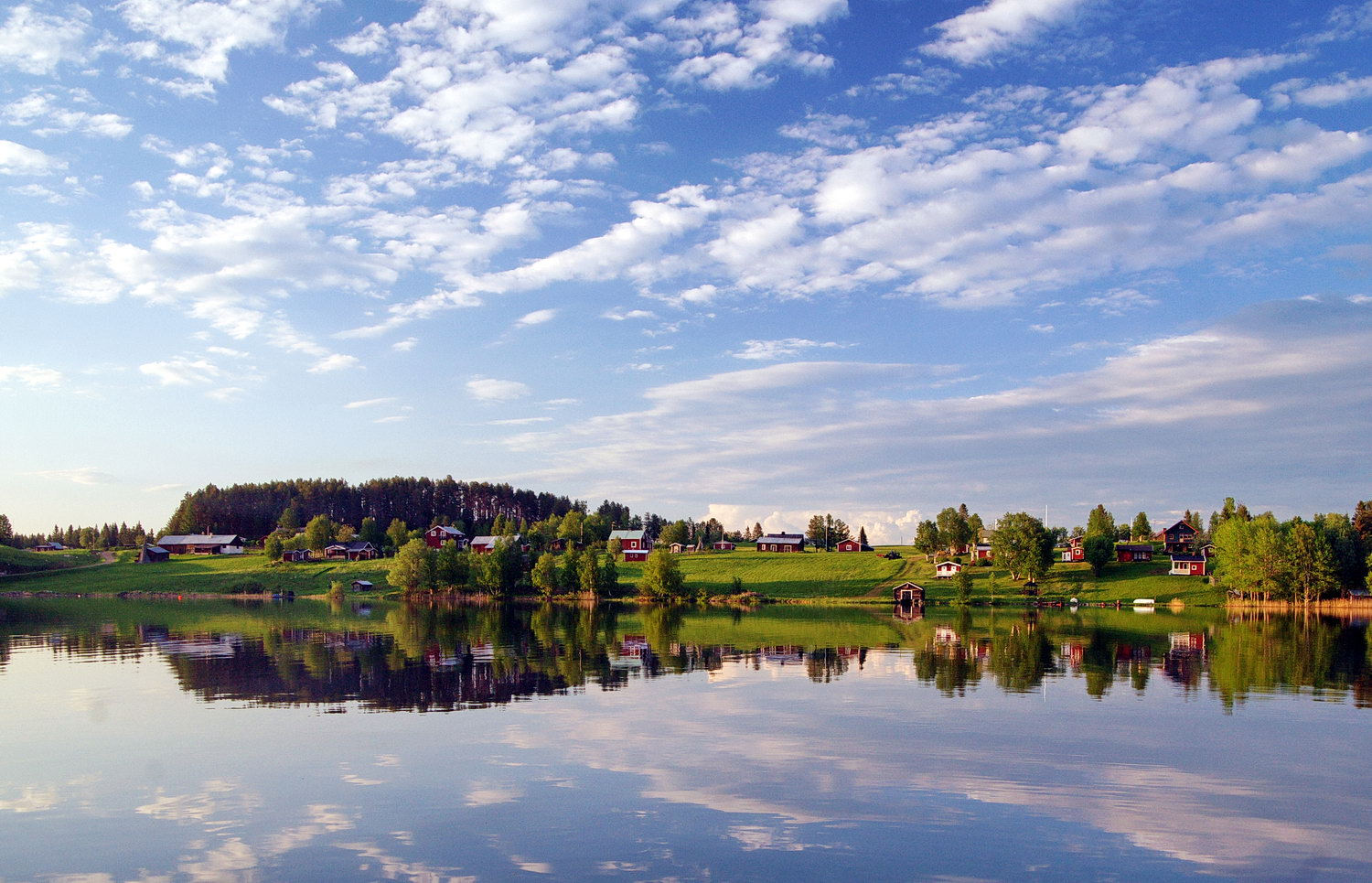
Saittarova sedd från sjön Ruokojärvi

Byn kallades tidigare Saittajärvi, men bytte namn vid början av 1900-talet för att undvika förväxling med Sattajärvi.

## Historia
Byns äldsta byggnad, en fiskebod, är från 1717, men den första fasta bebyggelsen anlades på 1810-talet av nåjden Jakob Johansson Lautakoski, kallad "Saitta-Jaako." En stor del av byns befolkning härstammar från denne "Saitta-Jaako" och hans svåger Karl Olof Karlsson Oja, kallad "Eskon Kalla", vilken blev byns andre nybyggare.

### Befolkningsutveckling
| Befolkningsutvecklingen i Saittarova 1960–2015 | Befolkningsutvecklingen i Saittarova 1960–2015 | Befolkningsutvecklingen i Saittarova 1960–2015 | Befolkningsutvecklingen i Saittarova 1960–2015 | Befolkningsutvecklingen i Saittarova 1960–2015 |
| ---------------------------------------------- | ---------------------------------------------- | ---------------------------------------------- | ---------------------------------------------- | ---------------------------------------------- |
|                                                |                                                |                                                |                                                |                                                |
| År                                             |                                                |                                                | Folkmängd                                      | Areal (ha)                                     |
| 1960                                           | 1960                                           |                                                | 265                                            | 95                                             |
| 1965                                           | 1965                                           |                                                | 220                                            | 95                                             |
| 1990                                           | 1990                                           |                                                | 125                                            | 80#                                            |
| 1995                                           | 1995                                           |                                                | 75                                             | 88#                                            |
| 2000                                           | 2000                                           |                                                | 63                                             | 89#                                            |
| 2005                                           | 2005                                           |                                                | 60                                             | 92#                                            |
| 2010                                           | 2010                                           |                                                | 54                                             | 92#                                            |
| 2015                                           | 2015                                           |                                                | 54                                             | 100#                                           |
| Anm.: Upphörde som tätort 1970. # Som småort.  |                                                |                                                |                                                |                                                |

På grund av förändrat dataunderlag hos Statistiska centralbyrån så är småortsavgränsningarna 1990 och 1995 inte jämförbara. Befolkningen den 31 december 1990 var 90 invånare inom det område som småorten omfattade 1995. Vid småortsavgränsningen 1995 var dessutom andelen fritidshus av samtliga hus högre än 50 % i småorten.

## Personer från orten
Bruno Poromaa är född och uppvuxen i Saittarova.
Tecknaren Anders Skoglind, som bland annat har tecknat serien Serier från Vittula, är född och uppvuxen i Saittarova.
Flera personer från byn var engagerade inom læstadianismen, i Korpelarörelsen och även kommunismen genom Kirunasvenskarna.
Thomas Östros har sina rötter i byn. 